# Das wandernde Licht

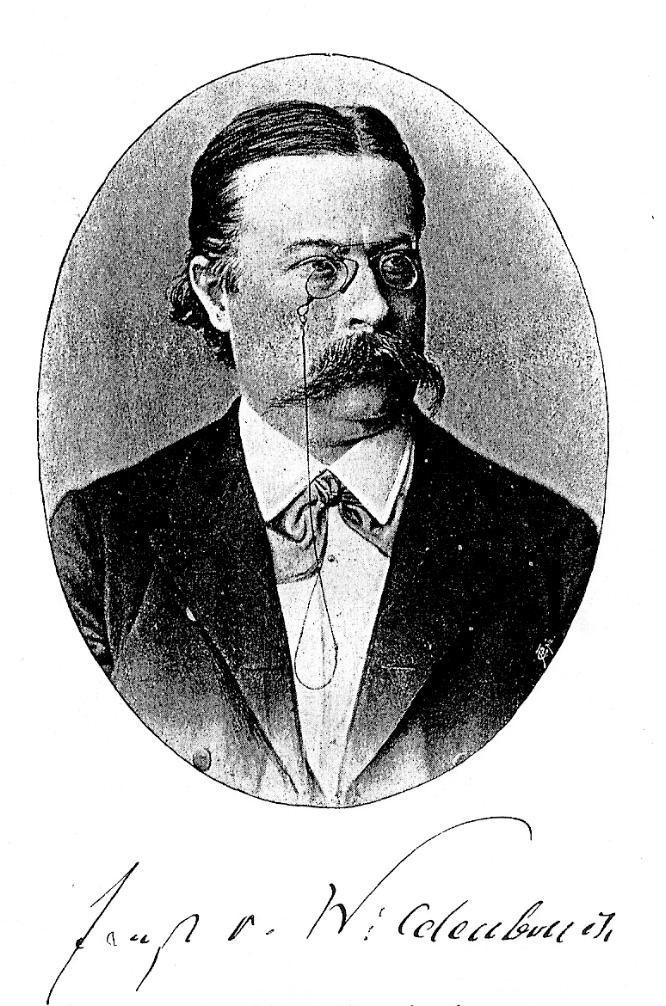
Ernst von Wildenbruch

Das wandernde Licht est un film muet allemand réalisé par Robert Wiene, sorti en 1916. Ce film est l'adaptation d'une nouvelle écrite par Ernst von Wildenbruch.

## Synopsis
Un comte se marie à une femme qui croit à tort qu'il est fou.

## Fiche technique
- Titre original : Das wandernde Licht
- Réalisation : Robert Wiene
- Scénario : Robert Wiene, Irene Daland
- Directeur de la photographie : Karl Freund
- Musique : Giuseppe Becce
- Pays de production :  Empire allemand
- Société de production : Messter Film
- Producteur : 	Oskar Messter
- Longueur : 1 478 mètres
- Format : Noir et blanc - 1,33:1 - Muet
- Date de sortie : 
  - Empire allemand : 1er septembre 1916

## Distribution

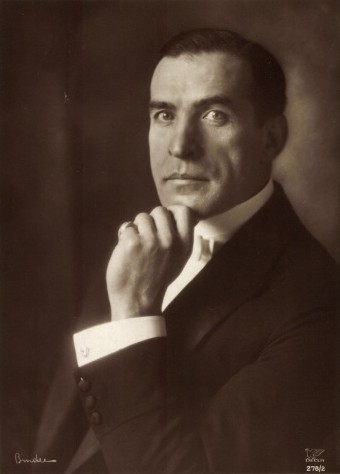
Theodor Becker en 1920.

- Theodor Becker : Kammerdiener des Barons
- Bruno Decarli : Baron von Fahrenwald
- Henny Porten : Anna von Glassner
- Emil Rameau : Major von Glassner
- Elsa Wagner : Frau von Glassner